# British Airways i360
British Airways i360 er et 162 meter højt observationstårn ved The West Pier i den sydengelske kystby Brighton i East Sussex. Det blev indviet 4. august 2016, og er verdens højeste bevægelige observationstårn.

## Tårnet
Byggeriet af i360 blev påbegyndt i maj 2014, og blev efter planen åbnet i august 2016. En 17 meter bred glaskuppel kan hejse 200 personer op i 138 meters højde, hvor det er muligt at kigge 360 grader i alle retninger. Varigheden på turene er 20 minutter om dagen og 30 minutter om aftenen. Kuplen indeholder en bar. 
I tilknytning til tårnet er en restaurant med plads til 400 gæster, souvenirbutik, café og udstillingsområde. 

## Sponsor
I december 2015 meddelte det britiske flyselskab British Airways at det havde tegnet et femårigt navnesponsorat af tårnet. Det skete blandt andet med henvisning til at selskabets 67 ruter fra London Gatwick Airport alle kommer forbi tårnet til eller fra lufthavnen. Desuden beskæftigede de omkring 2.500 ansatte i Sussexområdet. 